# Luisa Miller
Luisa Miller é uma ópera em três atos de Giuseppe Verdi com libreto italiano de Salvatore Cammarano, baseado na peça de teatro Kabale und Liebe de Friedrich von Schiller. A estreia foi no Teatro San Carlo de Nápoles, em 8 de dezembro de 1849.

## Sinopse
A ação decorre numa aldeia do Tirol durante a primeira metade do século XVII.

### Ato 1
Com a festa de aniversário de Luisa Miller filha de um velho soldado na reforma que não vê com bons olhos o pretendente da filha, um jovem que ninguém conhece. Á entrada da igreja, para onde todos se dirigem, Wurm, o mordomo do Castelo do Conde Walter, interroga Miller acerca da promessa que este lhe fizera, há mais de um ano, de que ele se casaria com Luisa, intimando-o a exercer o seu poder paternal, o que Miller recusa. Então Wurm decide revelar a verdadeira identidade do seu rival: ele não é outro senão Rodolfo, filho do Conde. Esta revelação aumenta a inquietação de Miller que passa a desconfiar das intenções do jovem.
Entretanto Wurm regressa ao castelo onde executa a 2ª parte do seu golpe revelando ao Conde o que se passa. O Conde fica perturbado, já que os seus projectos eram outros, e acredita que a traição do filho é uma forma de castigo por um crime, que conseguira manter secreto até então. Decide então chamar Rodolfo a quem declara ter já escolhido a sua futura mulher - a Duquesa Federica de Osthein, uma jovem viúva, rica e influente na Corte. Rodolfo deverá ir visitá-la e oficializar o pedido.
Rodolfo obedece e vai procurar a Duquesa. Só que, em vez do esperado pedido de casamento, revela a Federica que o seu coração pertence a outra, o que provoca nela uma violenta reacção de dor e de ciúme. Enquanto o Conde parte para a caça, Luisa espera Rodolfo. Miller regressa do castelo, furioso, e revela à filha que o seu pretendente não apenas a enganou, apresentando se sob uma falsa identidade, como lhe escondeu também estar de casamento marcado com a Duquesa. Rodolfo chega e jura a Luisa que ela é a sua única noiva. Se o Conde se opuser ao casamento, ele saberá fazê-lo aceitar. O Conde surge, inesperadamente, agredindo e ofendendo Luisa. Magoado na sua honra, Miller grita por vingança, o que faz com que o Conde ordene de imediato a prisão do velho soldado e da filha. Rodolfo tenta interceder, mas o Conde não recua na sua decisão. Então o jovem faz uma ameaça, prometendo revelar por que meios o pai conseguiu o título. O Conde fica aterrado e manda libertar Miller e Luisa, antes de partir em busca do filho, que saíra intempestivamente.

### Ato 2
Na aldeia avisam Luisa de que o pai voltou a ser preso pelo Conde. Desesperada, Luisa que corre para o castelo, mas Wurm chega e diz que Miller fora preso por ter ameaçado o Conde de morte e que espera a pena capital. Wurm acrescenta que Luisa o pode salvar, para tanto basta escrever uma carta endereçada a ele, Wurm, onde afirme ter sido a ambição que a levara a aceitar a corte de Rodolfo, e que na verdade nunca o amara. Agora, que o seu plano falhara, pede a Wurm, a quem na verdade ama, que aceite fugir com ela. Temendo pela vida do pai, Luisa não vê outra saída senão aceitar a proposta ignominiosa de Wurm e escreve pelo seu punho o texto da carta que ele próprio lhe dita. Entretanto, no castelo, o Conde reafirma a sua intenção de tomar em mãos o Destino do filho. Wurm chega e informa-o de que o estratagema funcionara. Mas o Conde teme ainda que Rodolfo revele o seu segredo, o de que não foi um assaltante mas sim ele próprio, com a cumplicidade de Wurm, quem assassinou o antigo Conde, seu primo, para receber a sua herança. Em seguida o Conde informa a Duquesa de que Rodolfo em breve a irá procurar mal tome conhecimento de que Luisa andou a brincar com os seus sentimentos. Como prova do que diz, obriga Luisa a jurar, diante da Duquesa, que ama Wurm. Entretanto Wurm já fez com que a falsa carta de Luisa caísse nas mãos de Rodolfo que não consegue acreditar que a jovem o tenha traído, desafiando Wurm para um duelo - do qual o mordomo se esquiva airosamente. Desesperado, Rodolfo cai aos pés do pai que, hipocritamente, o consola e o faz prometer aceitar casar-se com a Duquesa.

### Ato 3
Na aldeia onde os camponeses tentam consolar Luisa. Miller que fora libertado regressa e a filha pede-lhe que entregue a Rodolfo uma sua carta de despedida, já que pretende pôr termo à vida.
O pai convence-a, no entanto, a abandonar com ele a aldeia. Miller sai. Rodolfo chega e despeja veneno invisível no jarro de água sobre a mesa. Ele então pergunta se Luisa realmente escreveu a carta em que declara seu amor por Wurm. "Sim", responde a menina. Rodolfo bebe um copo de água, em seguida, passa um copo de Luisa e convida-a para beber. Depois pergunta de novo a Luisa se é Wurm quem ela realmente ama. Luisa hesita. Para a forçar a responder, Rodolfo diz-lhe que em breve irão ambos estar perante Deus. Sentindo-se libertada da promessa, Luisa revela aquilo que se passou. Miller regressa e Luisa morre nos seus braços. Entram em seguida Wurm e o Conde que vêm buscar Rodolfo para se casar com a Duquesa. Ao ver o mordomo, Rodolfo trespassa-o com a espada caindo morto em seguida. A ópera termina com Miller e o Conde petrificados perante os cadáveres dos filhos.

## Estreia
| Papel                                                                     | Voz           | Estreia Elenco, 8 de dezembro 1849 (Maestro: - ) |
| ------------------------------------------------------------------------- | ------------- | ------------------------------------------------ |
| Conde Walter                                                              | baixo         | Antonio Selva                                    |
| Rodolfo, seu filho                                                        | tenor         | Settimio Malvezzi                                |
| Federica, Duquesa de Ostheim, sobrinha deWalter                           | mezzo-soprano | Teresa Salandri                                  |
| Wurm, mordomo de Walter                                                   | baixo         | Marco Arati                                      |
| Miller, um soldado aposentado                                             | barítono      | Achille De Bassini                               |
| Luisa, sua filha                                                          | soprano       | Marietta Gazzaniga                               |
| Laura, uma garota da vila                                                 | mezzo-soprano | Maria Salvetti                                   |
| Um camponês                                                               | tenor         | Francesco Rossi                                  |
| Damigelle di Federica, Paggi, Famigliari, Arcieri, Abitanti del villaggio |               |                                                  |

## Gravações Selecionadas
| Ano  | Cast (Luisa, Rodolfo, Miller, Federica, Count Walter, Wurm)                                 | Maestro, Sala de Ópera e Orquestra                    |                                              |
| ---- | ------------------------------------------------------------------------------------------- | ----------------------------------------------------- | -------------------------------------------- |
| 1964 | Anna Moffo, Carlo Bergonzi, Cornell MacNeil, Shirley Verrett, Giorgio Tozzi, Ezio Flagello  | Fausto Cleva, RCA Italiana Opera Chorus and Orchestra | Audio CD: RCA Victor                         |
| 1979 | Renata Scotto, Plácido Domingo, Sherrill Milnes, Jean Kraft, Bonaldo Giaiotti, James Morris | James Levine, Metropolitan Opera orchestra and chorus | DVD: Deutsche Grammophon Cat: 00440 073 4027 |